# Arboretum w Zielonce

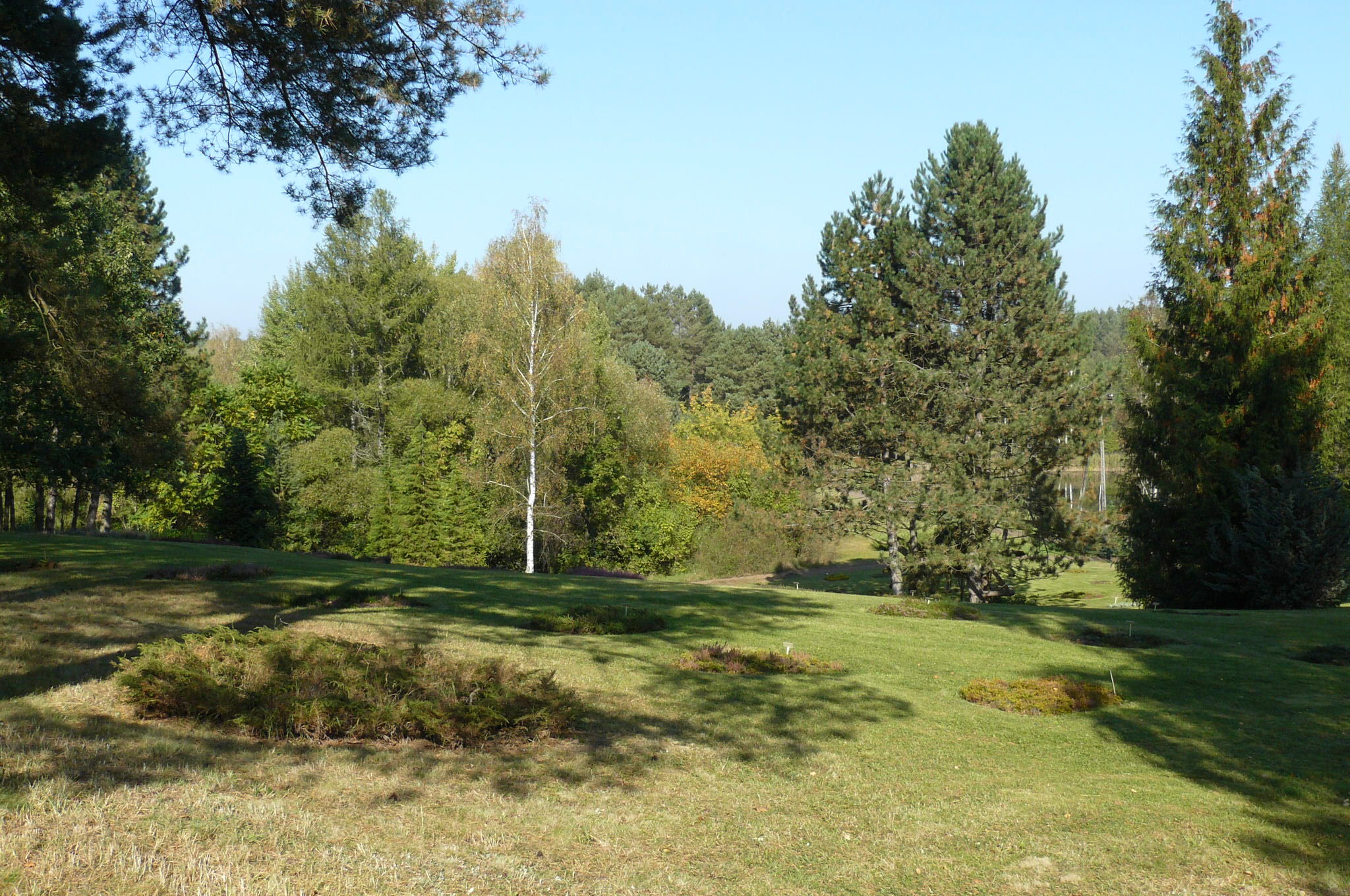
Widok ogólny założenia

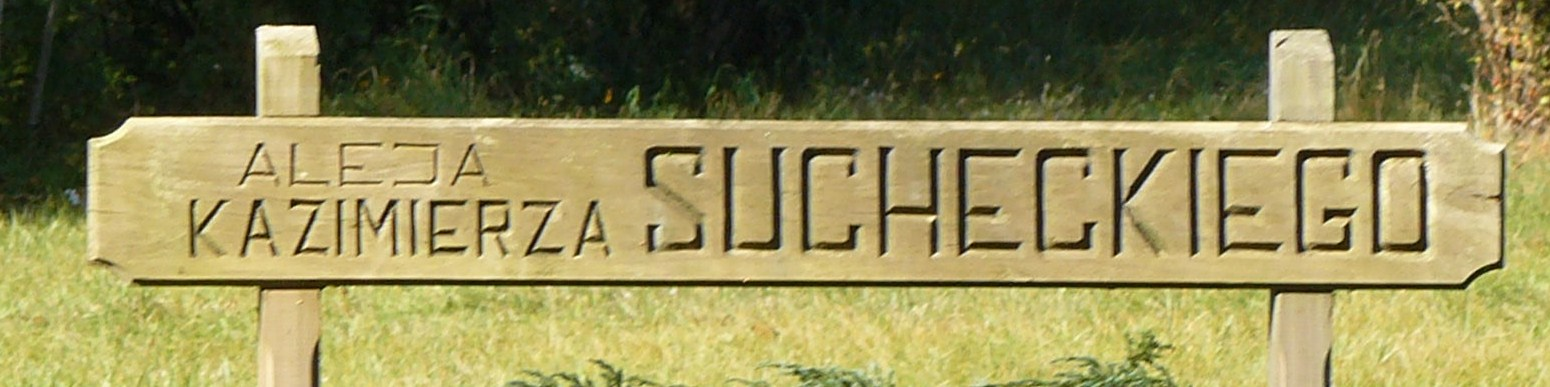
Tabliczka z nazwą alei

Arboretum w Zielonce – arboretum położone na północny wschód od Poznania w Puszczy Zielonce w województwie wielkopolskim. Utworzone w 1979 r. od 2004 roku działa w ramach Leśnego Zakładu Doświadczalno-Dydaktycznego Murowana Goślina.
Arboretum w Zielonce pełni funkcje dydaktyczne, naukowe, przyrodnicze i kulturowe.

## Powstanie
Powstało z inicjatywy prof. dr. hab. Jana Meixnera, dziekana Wydziału Leśnego Uniwersytetu Przyrodniczego w Poznaniu. W jego utworzenie zaangażowanych było szereg studentów i pracowników Akademii Rolniczej w Poznaniu.

## Zagospodarowanie
Zajmuje powierzchnię 86 ha. Kolekcja liczy około 1100gatunków i odmian drzew i krzewów, zinwentaryzowano występowanie 560 gatunków roślin zielnych, które wprowadzono do kolekcji zgodnie z ich wymaganiami siedliskowymi. W kolekcji znajdują się także rośliny wodne, bagienne, wrzosowate oraz użytkowe. Arboretum składa się z dwóch części:
- parku dendrologiczno-krajobrazowego, obszar 23 ha
- arboretum drzewostanowego, obszar 63 ha

## Badania naukowe
Na terenie arboretum prowadzą badania pracownicy naukowi wydziałów: Leśnego, Ogrodniczego, Melioracji i Inżynierii Środowiska na Uniwersytecie Przyrodniczym, oraz ćwiczenia terenowe studentów z kierunków Leśnictwo i Ogrodnictwo.

## Edukacja i turystyka
Wstęp do Arboretum jest całkowicie bezpłatny, otwarte jest przez cały rok we wszystkie dni tygodnia. Na jego terenie organizowane są zajęcia dla dzieci, młodzieży, studentów oraz osób dorosłych.
Na terenie Arboretum powstały dwie ścieżki dydaktyczne: ‘Owadogród’ oraz druga ścieżka na obszarze bagiennym doliny rzeki Trojanki w Arboretum Leśnym w Zielonce.

## Upamiętnienie
W obrębie obiektu zlokalizowane są dwa głazy pamiątkowe:
- ku czci Jana Meixnera z tablicą pamiątkową z 1998,
- przy wejściu – z tablicą Arboretum leśne w Zielonce.

Dla upamiętnienia 35-lecia działalności Arboretum we wrześniu 2014 roku, władze Uczelni zasadziły drzewo - buka pospolitego „Dawyck Purple” (Fagus sylvatica ‘Dawyck Purple’).
Ponadto poszczególne aleje noszą nazwy wybitnych naukowców środowiska poznańskiego.